# 데카론
《데카론》(영어: Dekaron)은 데카론 프로젝트가 개발하고 피망에서 서비스하는 MMORPG이다.